# 7 سجناء
7 سجناء هو فيلم دراما برازيلي من إخراج ألكسندر موراتو وبطولة رودريغو سانتورو وكريستيان مالهيروس، من المقرر عرض الفيلم على منصة نتفليكس في نوفمبر 2021.